# 도쿄 극장

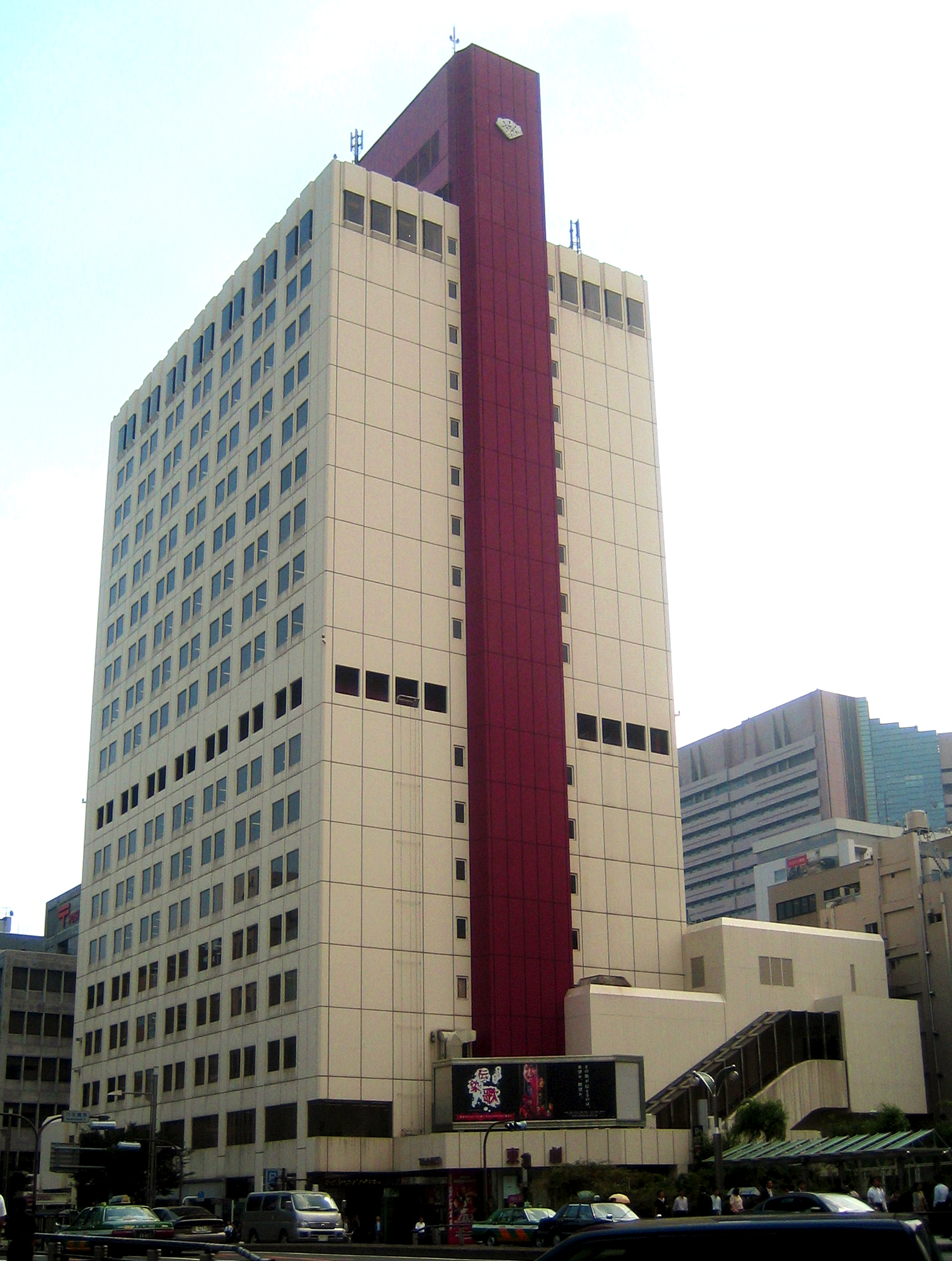
도쿄 극장

도쿄 극장(일본어: 東京劇場 도쿄게키조[*])은 도쿄도 주오구 쓰키지 4-1-1에 위치한, 쇼치쿠 멀티플렉스 시어터스가 소유하고 있는 영화관이다. 정원은 435명.